# Jeff Bostic
Jeffrey Lynn Bostic (Greensboro, 18 settembre 1958) è un ex giocatore di football americano statunitense che ha militato nel ruolo di centro nella National Football League (NFL).

## Carriera
Bostic giocò per i Washington Redskins dal 1980 al 1993, vincendo i Super Bowl XVII, XXII e XXVI, il massimo per un giocatore nella storia dei Clemson Tigers. Fu anche premiato come uno dei migliori 70 giocatori dei primi 70 anni della storia della franchigia. Fu membro della celebre linea offensiva della squadra soprannominata "The Hogs", assieme alle guardie Russ Grimm e Mark May, ai tackle Joe Jacoby e George Starke e a poche altre aggiunte nel corso degli anni.
Nel 1981, al suo secondo anno, Bostic sostituì Bob Kuziel come centro titolare dei Redskins in tutte le 16 partite. Mantenne tale ruolo fino alla sua ultima stagione, quella del 1993, anche se perse un significativo numero di gare per infortunio nel 1984, 1985, 1987 e 1992.

## Palmarès

### Franchigia
- Super Bowl : 3

Washington Redskins: XVII, XXII, XXVI
- National Football Conference Championship: 4

Washington Redskins: 1982, 1983, 1987, 1991

### Individuale
- Convocazioni al Pro Bowl: 1

1983
- 70 Greatest Redskins